# Catlin (Nowy Jork)
Catlin – miasto w Stanach Zjednoczonych, w stanie Nowy Jork, w hrabstwie Chemung.